# Khorhoort Nahadagats
Khorhoort Nahadagats (Mystery of the Holy Martyrs) is een compositie van Alan Hovhaness.

## Geschiedenis
De opdracht voor dit werk kwam van muziekuitgeverij Peer Music. Het heeft voor zover bekend nooit een publieke uitvoering gehad. In 1996 is het opgenomen, maar daarna verdween het weer in de la. Khorhoort Nahadagats is een muzikale meditatie in 17 delen voor oud of luit of gitaar en strijkorkest. Een variant voor solist en strijkkwartet is voorhanden. Het is geen oud/luit/gitaarconcert, de solist speelt niet samen met het orkest, maar treedt meer op als een losse “verteller”. Hovhaness keerde met dit werk terug naar zijn Armeense achtergrond. Hovhaness was indirect slachtoffer van de Armeense Genocide, maar dit werk grijpt veel verder terug. Er vond in het jaar 451 na Christus ook al een slachting plaats onder de Armeense christenen, toen waren het de Perzen, die geen geloof dulden, hun macht was de enige die telde. Ongeveer 1000 Armeniërs lieten het leven. Khorhoort Nahadagats grijpt terug op die martelaren.

## Delen
1. Khorhoort Khorin (processiemuziek)
2. Kovia Teroosaghem (Paaslied)
3. Norahrash (nieuw mirakel)
4. Soorp, soorp (holy, holy)
5. Der Voghormia
6. Amen hayr soorp
7. Yerk (lied)
8. Oorakh ler (lied van geluk bij trouwdiensten)
9. Tapor (processiemuziek)
10. Kahanayk (requiem)
11. I verinn yeroosahem (requiem)
12. Yerk
13. Hayr mer (gebed)
14. Yerk
15. Hrashapar (processiemuziek voor hoge klerken)
16. Kerezman (begrafenislied)
17. Harootyan (wederopstanding)

### Orkestratie
- oud, luit of gitaar
- violen, altviolen, celli, contrabassen